# 霍洛韋鎮區 (北卡羅萊納州珀森縣)
霍洛韋鎮區（英語：Holloway Township）是位於美國北卡羅萊納州珀森縣的一個鎮區。

## 地方資料
霍洛韋鎮區的面積為110.85平方千米，皆為陸地。根據2020年美國人口普查的數據，當地共有人口2935人，而人口密度為每平方千米26.48人。